# Campeonato Mundial de Halterofilismo de 1986
O Campeonato Mundial de Halterofilismo de 1986 foi a 60ª edição do campeonato organizado pela Federação Internacional de Halterofilismo (FIH) em Sófia, na Bulgária entre 8 a 15 de novembro de 1986. Foram disputadas dez categorias com a presença de 193 halterofilistas de 41 nacionalidades.

## Medalhistas
| Evento    | Ouro                                   | Ouro     | Prata                                  | Prata    | Bronze                                                        | Bronze   |
| 52 kg     | 52 kg                                  | 52 kg    | 52 kg                                  | 52 kg    | 52 kg                                                         | 52 kg    |
| --------- | -------------------------------------- | -------- | -------------------------------------- | -------- | ------------------------------------------------------------- | -------- |
| Arranque  | Jacek Gutowski · Polónia               | 115,0 kg | He Zhuoqiang · China                   | 112,5 kg | Lyu Jun-sik · Coreia do Norte                                 | 112,5 kg |
| Arremesso | Sevdalin Marinov · Bulgária            | 145,0 kg | Aleksey Kolokoltsev · União Soviética  | 140,0 kg | Jacek Gutowski · Polónia                                      | 137,5 kg |
| Total     | Sevdalin Marinov · Bulgária            | 257,5 kg | Jacek Gutowski · Polónia               | 252,5 kg | Aleksey Kolokoltsev · União Soviética                         | 250,0 kg |
| 56 kg     |                                        |          |                                        |          |                                                               |          |
| Arranque  | He Yingqiang · China                   | 127,5 kg | Mitko Grablev · Bulgária               | 127,5 kg | Lai Runming · China                                           | 127,5 kg |
| Arremesso | Mitko Grablev · Bulgária               | 162,5 kg | Oksen Mirzoyan · União Soviética       | 160,0 kg | He Yingqiang · China                                          | 160,0 kg |
| Total     | Mitko Grablev · Bulgária               | 290,0 kg | He Yingqiang · China                   | 287,5 kg | Oksen Mirzoyan · União Soviética                              | 285,0 kg |
| 60 kg     |                                        |          |                                        |          |                                                               |          |
| Arranque  | Naum Shalamanov · Bulgária             | 147,5 kg | Attila Czanka · Roménia                | 130,0 kg | Ye Huanming · China                                           | 127,5 kg |
| Arremesso | Naum Shalamanov · Bulgária             | 188,0 kg | Andreas Letz · Alemanha Oriental       | 160,0 kg | Kim Yong-su · Coreia do Norte                                 | 160,0 kg |
| Total     | Naum Shalamanov · Bulgária             | 335,0 kg | Attila Czanka · Roménia                | 290,0 kg | Andreas Letz · Alemanha Oriental                              | 285,0 kg |
| 67,5 kg   |                                        |          |                                        |          |                                                               |          |
| Arranque  | Mikhail Petrov · Bulgária              | 155,0 kg | Stefan Topurov · Bulgária              | 152,5 kg | Andreas Behm · Alemanha Oriental                              | 150,0 kg |
| Arremesso | Mikhail Petrov · Bulgária              | 187,5 kg | Stefan Topurov · Bulgária              | 185,0 kg | Xiao Minglin · China                                          | 180,0 kg |
| Total     | Mikhail Petrov · Bulgária              | 342,5 kg | Stefan Topurov · Bulgária              | 337,5 kg | Marek Seweryn · Polónia                                       | 322,5 kg |
| 75 kg     |                                        |          |                                        |          |                                                               |          |
| Arranque  | Borislav Gidikov · Bulgária            | 168,5 kg | Aleksandar Varbanov · Bulgária         | 165,0 kg | Andrei Socaci · Roménia                                       | 157,5 kg |
| Arremesso | Aleksandar Varbanov · Bulgária         | 212,5 kg | Borislav Gidikov · Bulgária            | 205,0 kg | Andrei Socaci · Roménia                                       | 192,5 kg |
| Total     | Aleksandar Varbanov · Bulgária         | 377,5 kg | Borislav Gidikov · Bulgária            | 372,5 kg | Andrei Socaci · Roménia                                       | 350,0 kg |
| 82,5 kg   |                                        |          |                                        |          |                                                               |          |
| Arranque  | Asen Zlatev · Bulgária                 | 180,0 kg | Israil Arsamakov · União Soviética     | 177,5 kg | László Barsi · Hungria                                        | 175,0 kg |
| Arremesso | Asen Zlatev · Bulgária                 | 225,0 kg | Enrique Sabari · Cuba                  | 215,0 kg | Zdravko Stoichkov · HungriaIsrail Arsamakov · União Soviética | 212,5 kg |
| Total     | Asen Zlatev · Bulgária                 | 405,0 kg | Israil Arsamakov · União Soviética     | 390,0 kg | László Barsi · Hungria                                        | 385,0 kg |
| 90 kg     |                                        |          |                                        |          |                                                               |          |
| Arranque  | Anatoly Khrapaty · União Soviética     | 185,0 kg | Zoltán Balázsfi · Hungria              | 185,0 kg | Viktor Solodov · União Soviética                              | 180,0 kg |
| Arremesso | Anatoly Khrapaty · União Soviética     | 227,5 kg | Viktor Solodov · União Soviética       | 227,5 kg | Sławomir Zawada · Polónia                                     | 210,0 kg |
| Total     | Anatoly Khrapaty · União Soviética     | 412,5 kg | Viktor Solodov · União Soviética       | 407,5 kg | Zoltán Balázsfi · Hungria                                     | 392,5 kg |
| 100 kg    |                                        |          |                                        |          |                                                               |          |
| Arranque  | Nicu Vlad · Roménia                    | 200,5 kg | Boris Seregin · União Soviética        | 192,5 kg | Andor Szanyi · Hungria                                        | 187,5 kg |
| Arremesso | Nicu Vlad · Roménia                    | 237,5 kg | Boris Seregin · União Soviética        | 237,5 kg | Andor Szanyi · Hungria                                        | 225,0 kg |
| Total     | Nicu Vlad · Roménia                    | 437,5 kg | Boris Seregin · União Soviética        | 430,0 kg | Andor Szanyi · Hungria                                        | 412,5 kg |
| 110 kg    |                                        |          |                                        |          |                                                               |          |
| Arranque  | Yury Zakharevich · União Soviética     | 201,0 kg | Sergey Nagirny · União Soviética       | 192,5 kg | József Jacsó · Hungria                                        | 182,5 kg |
| Arremesso | Yury Zakharevich · União Soviética     | 248,0 kg | Sergey Nagirny · União Soviética       | 235,0 kg | József Jacsó · Hungria                                        | 232,5 kg |
| Total     | Yury Zakharevich · União Soviética     | 447,5 kg | Sergey Nagirny · União Soviética       | 427,5 kg | József Jacsó · Hungria                                        | 415,0 kg |
| +110 kg   |                                        |          |                                        |          |                                                               |          |
| Arranque  | Antonio Krastev · Bulgária             | 215,0 kg | Leonid Taranenko · União Soviética     | 200,0 kg | Robert Skolimowski · Polónia                                  | 187,5 kg |
| Arremesso | Manfred Nerlinger · Alemanha Ocidental | 245,0 kg | Antonio Krastev · Bulgária             | 245,0 kg | Robert Skolimowski · Polónia                                  | 222,5 kg |
| Total     | Antonio Krastev · Bulgária             | 460,0 kg | Manfred Nerlinger · Alemanha Ocidental | 430,0 kg | Robert Skolimowski · Polónia                                  | 410,0 kg |

- — RECORDE MUNDIAL

## Quadro de medalhas
Quadro de medalhas no total combinado
| Ordem | País               | Medalha de ouro | Medalha de prata | Medalha de bronze | Total |
| ----- | ------------------ | --------------- | ---------------- | ----------------- | ----- |
| 1     | Bulgária           | 7               | 2                | 0                 | 9     |
| 2     | União Soviética    | 2               | 4                | 2                 | 8     |
| 3     | Roménia            | 1               | 1                | 1                 | 3     |
| 4     | Polónia            | 0               | 1                | 2                 | 3     |
| 5     | China              | 0               | 1                | 0                 | 1     |
| 5     | Alemanha Ocidental | 0               | 1                | 0                 | 1     |
| 7     | Hungria            | 0               | 0                | 4                 | 4     |
| 8     | Alemanha Oriental  | 0               | 0                | 1                 | 1     |
| Total | Total              | 10              | 10               | 10                | 30    |

Quadro de medalhas nos levantamentos + total combinado
| Ordem | País               | Medalha de ouro | Medalha de prata | Medalha de bronze | Total |
| ----- | ------------------ | --------------- | ---------------- | ----------------- | ----- |
| 1     | Bulgária           | 18              | 8                | 1                 | 27    |
| 2     | União Soviética    | 6               | 13               | 4                 | 23    |
| 3     | Roménia            | 3               | 2                | 3                 | 8     |
| 4     | China              | 1               | 2                | 4                 | 7     |
| 5     | Polónia            | 1               | 1                | 6                 | 8     |
| 6     | Alemanha Ocidental | 1               | 1                | 0                 | 2     |
| 7     | Hungria            | 0               | 1                | 9                 | 10    |
| 8     | Alemanha Oriental  | 0               | 1                | 2                 | 3     |
| 9     | Cuba               | 0               | 1                | 0                 | 1     |
| 10    | Coreia do Norte    | 0               | 0                | 2                 | 2     |
| Total | Total              | 30              | 30               | 31                | 91    |